# Mario's Super Picross
Mario's Super Picross (マリオのスーパーピクロス?, Mario no Sūpā Pikurosu) è un videogioco rompicapo per Super Famicom, pubblicato il 14 settembre 1995. È il sequel di Mario's Picross.
Il 14 settembre 2007, in occasione del dodicesimo anniversario della pubblicazione originale, il gioco apparve su Virtual Console europeo (in quello giapponese era già presente dal 19 dicembre 2006). Si tratta di una versione non tradotta, con tutti i testi in giapponese.

## Modalità di gioco
Il gameplay è lo stesso del precedente capitolo, ma i puzzle sono molti di più. È inoltre possibile giocare anche come Wario, il quale ha differenti puzzle da Mario. I primi livelli sono semplici e in aree ristrette, e spesso sono ideogrammi giapponesi o lettere greche. Ad ogni livello completato, Mario si congratulerà col giocatore. Colpendo le caselle sbagliate, con Mario si perderà del tempo prezioso, che raddoppierà ad ogni errore. Giocando come Wario invece non si verrà penalizzati sbagliando le caselle, ma non verrà neanche indicato come errore, rendendo quindi i puzzle di Wario più difficili.

## Riferimenti in altri giochi
- Tramite il servizio Nintendo Wi-Fi Connection, è possibile scaricare nove pack contenenti tutti i livelli di Mario's Super Picross e giocarli su Picross DS.